# Scipio tripedatus
Scipio tripedatus är en insektsart som beskrevs av Ferris 1932. Scipio tripedatus ingår i släktet Scipio och familjen ledlöss. Inga underarter finns listade i Catalogue of Life.